# The Final Cut
The Final Cut és el dotzè àlbum de la banda britànica de rock progressiu Pink Floyd. Va aparèixer al Regne Unit el 21 de març de 1983 mitjançant la companyia discogràfica Harvest Records i diverses setmanes després de la mà de Columbia Records als Estats Units. Fou el darrer àlbum produït abans de la marxa de Roger Waters. Per a molts de fans es tracta del primer àlbum personal de Waters, més que un disc de Pink Floyd. En efecte, Waters va escriure i compondre la totalitat de l'àlbum, mentre que David Gilmour i Nick Mason foren relegats al rang de simples músics (per exemple, el guitarrista David Gilmour aporta la seva veu a només una de les dotze cançons del disc, «Not Now John») i Rick Wright ja feia dos anys que havia deixat el grup. A la part posterior de la caràtula es pot llegir el següent: «A requiem for the post war dream by Roger Waters performed by Pink Floyd».
Inicialment havia de tenir els fragments de la pel·lícula Pink Floyd The Wall (1982) no presents a l'àlbum de 1979. The Final Cut va esdevenir un àlbum fet a partir de les paraules que es podien sentir a la pel·lícula (Your possible pasts). Els temes «When the tigers broke free» o «What shall we do now» no van ser tocats en cap més ocasió.
L'àlbum era la continuació de The Wall, tant en termes de l'atmosfera en general com en el tema principal. Aquest àlbum és el més negre i desesperat del catàleg de Pink Floyd; Roger Waters hi aborda els temes recurrents dins la seva obra: la recerca del seu pare (el disc li va ser dedicat), les angoixes, l'exèrcit o la societat de consum. És un àlbum compromès políticament: moltes cançons són càrregues directes contra la Guerra de les Malvines i Margaret Thatcher.
Després del llançament de l'àlbum cada membre de la banda es va concentrar en els seus projectes en solitari, encara que poc després Waters va anunciar que deixava el grup, a més d'intentar que Gilmour i el bateria Nick Mason no tornessin a utilitzar mai el nom de Pink Floyd. Gilmour ha expressat posteriorment i en diverses ocasions el seu desgrat amb gran part de The Final Cut, ja que moltes vegades es veu com una obra en solitari de Waters. Cap de les cançons del disc no s'han tocat en directe, encara que algunes sí que les ha tocat Waters a les seves gires en solitari.

## Antecedents
The Final Cut es va planejar inicialment com a banda sonora per a la pel·lícula de 1982, Pink Floyd The Wall. Sota el seu títol inicial Spare Bricks, la idea era que contingués cançons de The Wall sense canvis o simplement regravades per a la pel·lícula. Alguns exemples incloïen «When the Tigers Broke Free» i «Bring the Boys Back Home». Tanmateix, el baixista, vocalista principal i principal compositor Roger Waters planejava incloure més material nou per expandir la narrativa de The Wall.
A causa de la guerra de les Malvines Waters va decidir reorientar una mica el rumb i va començar a compondre material nou. Sent un socialista de cor, va veure la resposta d'invasió de la Primera Ministra del Regne Unit Margaret Thatcher com una cosa innecessària i xovinista, fet que el va decidir dedicar el nou àlbum - titulat provisionalment Requiem for a Postwar Dream - al seu pare, Eric Fletcher Waters (mort en la Segona Guerra Mundial). Aquesta nova direcció creativa va provocar una sèrie de disputes entre Waters i Gilmour. Diverses peces musicals de The Wall, incloent «Your Possible Pasts», «One of the Few», «The Final Cut» i «The Hero's Return», s'havien apartat per a Spare Bricks. Malgrat que Pink Floyd havia reutilitzat material antic en altres ocasions, Gilmour sentia que no era prou bo per al nou disc. Volia compondre material nou, però Waters tenia dubtes, ja que Gilmour pràcticament no havia contribuït amb noves lletres en els últims temps.
| «               | Certament, de vegades sóc culpable de ser gandul i van arribar moments que Roger deia: "A veure, què tens? " I jo deia: "Doncs, ara mateix no tinc res. Necessito una mica de temps per a posar algunes idees en una cinta". Hi ha coses de tot això que, anys després, pots mirar enrere i dir: "Potser tenia [Waters] certa raó en això". Però no tenia raó en voler posar pistes com el cul a The Final Cut. Li vaig dir a Roger: "Si aquestes cançons no eren prou bones per a The Wall, per què ho són ara? " | » |
| — David Gilmour | |   |

Finalment se li va canviar el nom a The Final Cut, que és una referència a l'obra Juli Cèsar del dramaturg anglès William Shakespeare: "This was the most unkindest cut of all". «When the Tigers Broke Free» es va llançar com a senzill el 26 de juliol de 1982, amb «Bring the Boys Back Home» com Cara B. 

## Concepte i trama
The Final Cut és un àlbum conceptual antibèl·lic amb elements d'òpera rock. Les lletres de Waters exploren el qual ell considera la traïció cap als militars britànics caiguts, com el seu pare, que durant la Segona Guerra Mundial van sacrificar la seva vida per l'esperit del somni de la postguerra. Aquest "somni" era que la victòria faria del món un lloc més pacífic, en el qual els mandataris no voldrien tornar a entrar en disputes bèl·liques. Les lletres són crítiques contra Margaret Thatcher, les polítiques i decisions de la qual van ser vistes per Waters com un exemple de traïció. Es refereix a ella com a "Maggie" al llarg de l'àlbum.

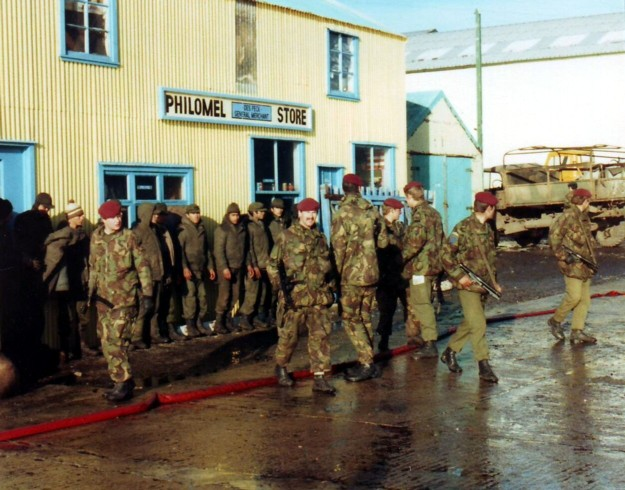
Militars britànics custodien presoners argentins a les Illes Malvines. A l'àlbum s'evidencien les frustracions de Waters cap al que es va esdevenir a la Guerra de les Malvines.

A excepció de la pista introductòria, «The Post War Dream», la primera cara és una òpera rock curta que tracta sobre la difícil situació mental d'un veterà de la Segona Guerra Mundial. El protagonista es converteix en un professor d'escola abusiu i al llarg de les cinc següents pistes («Your Possible Pasts», «One of the Few», «The Hero's Return», «The Gunner's Dream» i «Paranoid Eyes») s'examina en detall la seva vida després de la guerra, centrant-se en la depressió a conseqüència del trastorn per estrès posttraumàtic. Es va allunyant de la seva esposa i el persegueix la memòria de la mort dels seus companys soldats, incloent les últimes paraules d'un artiller sentides a través d'un intèrfon. En un desig de tornar a controlar la seva vida, paga les seves frustracions amb els seus alumnes. Aquest personatge ja havia aparegut anteriorment a l'àlbum previ de Pink Floyd, The Wall, on se li atribueix haver abusat del protagonista en la seva etapa escolar. En la narrativa de The Wall, específicament en la cançó «The Happiest Days of Our Lives», té una esposa "psicopàtica", qui li apallissava tot sovint. El tema torna a aparèixer en «The Hero's Return» com una sensació d'alienació que sent el veterà cap a la seva dona i els seus voltants. La porció d'òpera rock del disc acaba amb «Paranoid Eyes», on el veterà es refugia en l'alcohol, triant així ocultar els seus veritables problemes a la resta del món.
La segona part de l'àlbum tracta sobre diversos temes bèl·lics. «Southampton Dock» és un lament dedicat als herois de guerra que tornen i per als soldats que s'encaminen cap a una mort segura, mentre que «Not Now John» parla de la ignorància de la societat cap als problemes econòmics i polítics. «Get Your Filthy Hands Off My Desert» tracta sobre els sentiments de Waters cap a la guerra i la invasió, i «The Fletcher Memorial Home» reflecteix les seves fantasies sobre reunir polítics com Leonid Bréjnev, Menahem Begin i Margaret Thatcher per executar-los tots. La cançó The Final Cut versa sobre les intimitats més profundes de Waters; la lletra tracta les repercussions provinents de l'aïllament i les repressions sexuals, mentre intenta cometre suïcidi i s'esforça per reconnectar amb el món que té al seu voltant. L'àlbum acaba amb «Two Suns in the Sunset», una cançó que retrata un holocaust nuclear, donant com a resultat final un món obsessionat amb la guerra i el control.

## Enregistrament
El compositor i director d'orquestra nord-americà, Michael Kamen (un contribuent a les seccions orquestrals de The Wall), va mediar entre Waters i Gilmour, i va fer de teclista, reemplaçant l'absent Richard Wright. Van contractar a James Guthrie com a enginyer de so i sorprenentment, Mason va comptar amb l'ajut de Ray Cooper i fins i tot va ser reemplaçat per Andy Newmark a Two Suns in the Sunset, ja que era incapaç de tocar els complexos canvis de tempo de la cançó. Mason també es va encarregar de la repetitiva tornada "Maggie, what have we done?" (Maggie, què has fet?). Per tocar el saxòfon van contractar Raphael Ravenscroft. L'enregistrament va tenir lloc en la segona meitat de 1982, en vuit estudis diferents, entre els quals es trobava l'estudi de la casa de Gilmour a Hookend Manor i els estudis Billiard Room de Waters a East Sheen. La resta van ser els Mayfair Studios, Olympic Studios, Abbey Road Studios, El Pie Studios, Audio International i Rak Studios.

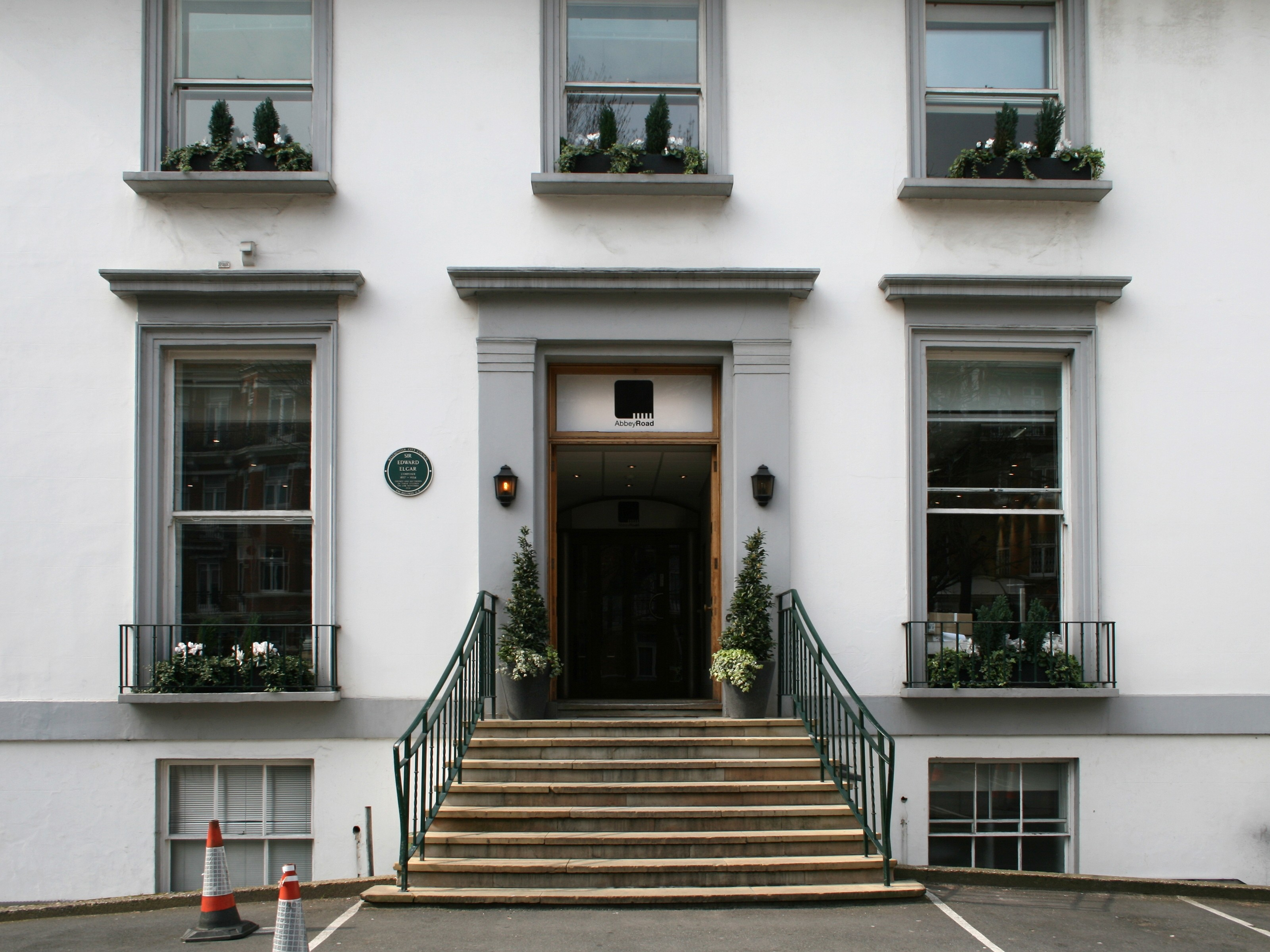
L'enregistrament de l'àlbum es va dur a terme en vuit estudis d'enregistrament diferents, entre ells els Abbey Road Studios.

Tot i que Waters i Gilmour inicialment van treballar junts, arribant fins i tot a jugar al Donkey Kong en el seu temps lliure, la tensió dins de la banda va anar en augment. Finalment van decidir treballar separadament. Andy Jackson (coenginyer) va treballar amb Waters en les parts vocals, mentre que Guthrie va treballar amb Gilmour a les peces de guitarra. Es veien ocasionalment per discutir sobre el treball completat i encara que aquesta metodologia no era del tot inusual, Gilmour va començar a notar la tensió. Kamen també va començar a sentir la pressió; Waters mai no va ser un vocalista confident, arribant fins i tot en una ocasió, després de diverses preses i notar que Kamen escrivia alguna cosa en una llibreta, a demanar-li enfadat que li mostrés el que escrivia, per trobar que el pianista havia estat escrivint repetidament "I Must Not Fuck Sheep" (No he de cardar ovelles).
Igual com en llançaments previs de Pink Floyd, per a The Final Cut es van usar efectes de so combinats amb enregistraments d'àudio replets d'avenços i innovacions tecnològiques. Les contribucions de Mason van estar limitades gairebé exclusivament a gravar efectes de so per al sistema al·lofònic experimental, una tècnica de processament d'àudio usada per afegir un efecte tridimensional als enregistraments (The Final Cut és el segon àlbum de la història en comptar amb aquesta tecnologia). La tècnica apareix a «Get Your Filthy Hands Off My Desert», fent que l'efecte d'una explosió sembli que envolta a l'oient. Els efectes utilitzats als anteriors àlbums de Pink Floyd també tornen a aparèixer; el vent de Meddle (1971) es reutilitza, de la mateixa manera que algunes parts de The Dark Side of the Moon (1973), Wish You Were Here (1975), Animals (1977) i The Wall (1979).
Després de mesos de males relacions i d'una confrontació final, es va treure a Gilmour dels crèdits com a productor, reflectint el que Waters sentia sobre les seves pobres contribucions a l'hora de compondre. Waters després va admetre que també va estar sota una gran pressió i que al principi de la producció de The Final Cut va arribar a pensar que mai més no treballaria ni amb Gilmour ni Mason. Encara que va arribar a insinuar que llançaria el disc com a projecte en solitari, Pink Floyd tenia contracte amb EMI, per la qual cosa era molt improbable que això passés. A més, Mason es va mantenir allunyat de tot mentre lluitava amb problemes maritals.

## Presentació

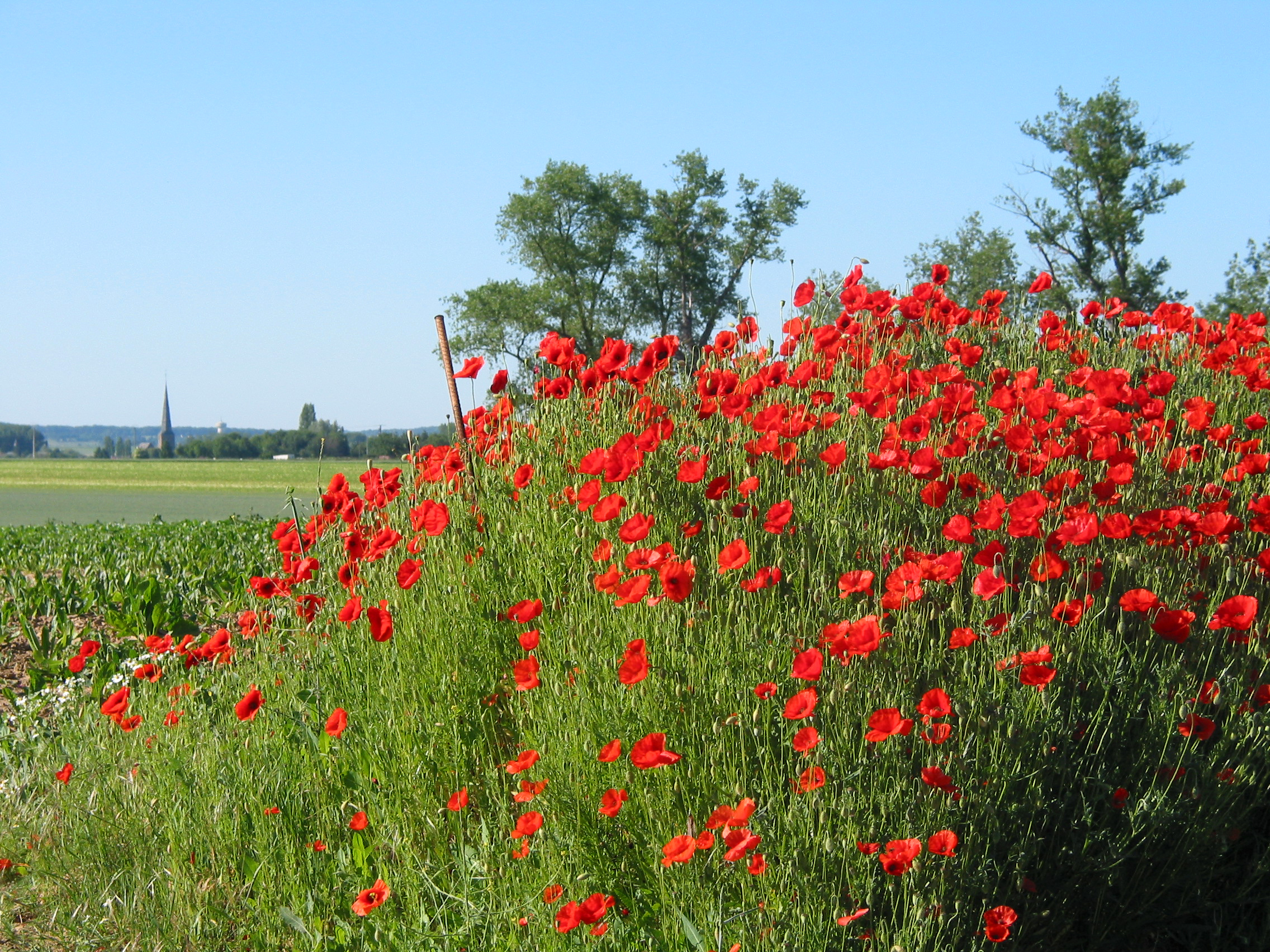
Les roselles són un tema recurrent en el disseny de la caràtula de l'àlbum.

La companyia Hipgnosis, dissenyadors de la majoria dels dissenys artístics anteriors de Pink Floyd, s'havia dissolt. Storm Thorgerson, membre fundador, va ser descartat per dissenyar la portada, per la qual cosa se'n va encarregar Waters, usant fotografies fetes pel seu cunyat, Willie Christie. La portada mostra les roselles típiques del dia dels caiguts i quatre medalles de la Segona Guerra Mundial sobre un fons de tela negre. D'esquerra a dreta les medalles són l'Estrella de 1939-45, l'Estrella d'Àfrica, la Medalla de la defensa i la Creu dels Vols Distingits.
El dia dels caiguts és un tema recurrent en el disseny de l'àlbum. També apareixen diverses imatges d'un soldat solitari en un camp. A l'interior de la coberta desplegable apareixen tres fotografies: la primera representa una mà estesa subjectant tres roselles amb un soldat a la meitat d'un camp a la llunyania. La segona, mostra un soldador portant una màscara de soldador amb una petita bandera japonesa, idèntic a la portada del senzill «Not Now John». La tercera representa una explosió nuclear vista des de dins d'un cotxe, referint-se a «Two Suns in the Sunset». Dins de la coberta apareixen totes les lletres de les cançons. L'etiqueta de la de cara A del vinil mostra un camp de roselles, mentre que la cara B mostra un soldat apunyalat per l'esquena, tirat a terra prop d'un camp de roselles. Al seu costat es veu un gos assegut. La contraportada representa un soldat de peu subjectant un rodet, amb un ganivet sobresortint de la seva esquena (segons Schaffner, el rodet i el ganivet podrien reflectir la tumultuosa relació de Waters amb Alan Parker durant l'enregistrament de The Wall).

## Llançament i acollida
The Final Cut es va llançar al Regne Unit el 21 de març de 1983 i va arribar al lloc número u de la llista d'àlbums d'aquest país, alguna cosa que ni The Dark Side of the Moon ni The Wall havien aconseguit. El seu llançament als Estats Units el 2 d'abril, tanmateix, va tenir menys èxit, arribant només al lloc nom sis de la llista billboard 200. «Not Now John» es va llançar com a senzill i va aconseguir entrar en el UK Top 30, amb la tornada "Fuck all that" (Que follin a tot això) censurat i canviat per "Stuff all that" (Que fotin a tot això). Malgrat el seu èxit, el disc va rebre ressenyes diverses. Melody Maker va dir que era "una fita en la història de l'horrorós...", mentre que el crític de Rolling Stone Kurt Loder ho va veure com "essencialment un àlbum en solitari de Roger Waters...; un assoliment superlatiu a diversos nivells". Robert Christgau va escriure que "és recomfortant trobar rock antibèl·lic que té el pes d'anys d'autocompassió darrere... " concedint-li una valoració de C+.

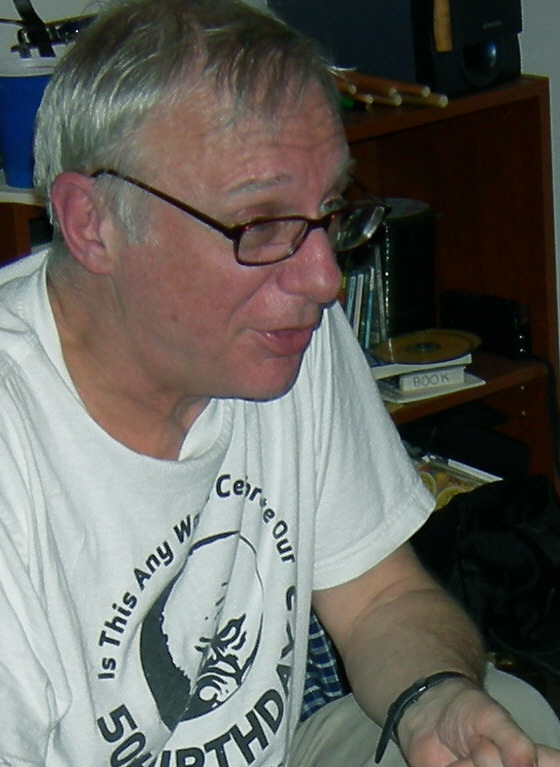
El crític musical Robert Christgau va concedir a l'àlbum una qualificació de C+.

Amb més d'un milió de còpies venudes als Estats Units, la Recording Industry Association Of America (RIAA) va certificar The Final Cut com a platí el maig de 1983; aconseguint la certificació de doble platí el 1997. Malgrat això The Final Cut va ser l'àlbum menys venut de Pink Floyd als Estats Units i la resta del món des de Meddle. Més endavant Gilmour va reivindicar que aquest relatiu fracàs comercial reafirmava el seu comentari de què molt del material que es troba al disc era fluix.
| «                      | [The Final Cut] és molt bo, però no és com personalment veuria un àlbum de Pink Floyd. | » |
| — David Gilmour (1983) |                                                                                        |   |

Per acompanyar a l'àlbum, es va llançar un curtmetratge anomenat The Final Cut. La pel·lícula, basada en una selecció de cançons del disc, va ser produïda per Waters i dirigida pel seu cunyat Willie Christie. Per a la seva elaboració es van usar quatre cançons: «The Gunner's Dream», «The Final Cut», «The Fletcher Memorial Home» i «Not Now John». S'hi veu a Waters explicant-li els seus secrets més íntims a un psiquiatre anomenat A. Parker-Marshall. També apareix a la pel·lícula Alex McAvoy, qui ja havia participat en Pink Floyd The Wall.
The Final Cut es va llançar en format de disc compacte el 1983, mentre que se'n va llançar una versió remasteritzada i reempaquetada a través d'EMI a Europa i a través de Capitol Records als Estats Units el 2004; aquest últim inclou la pista addicional «When the Tigers Broke Free». A més, el 2007 es va llançar una altra versió remasteritzada com a part de la caixa recopilatòria «Oh, By The Way», empaquetada en una rèplica en miniatura de la portada original del LP.

## Llegat
Després del llançament de The Final Cut, cada membre de la banda va passar a treballar en projectes en solitari. Gilmour va gravar el 1984 About Face, usant-lo per expressar els seus sentiments sobre diversos tòpics, des de l'Assassinat de John Lennon, a la seva relació amb Waters, que també va començar una gira de suport del seu nou àlbum en solitari The Pros And Cons Of Hitch Hiking. Mason va llançar el seu segon llançament en solitari Profiles l'agost de 1985.
El 1985, Waters va anunciar el seu abandonament de la banda, ja que pensava que Pink Floyd havia "perdut marxa". Va apel·lar a la justícia per prevenir que el nom "Pink Floyd" pogués continuar utilitzant-se. Els seus advocats van descobrir que l'associació mai no es va confirmar oficialment i Waters va tornar als tribunals per intentar aconseguir vetar que es pogués usar el nom en el futur. Els advocats de Gilmour van respondre amb un comunicat de premsa que afirmava que Pink Floyd continuaria existint, arribant a dir-li a un reporter del The Sunday Times que "Roger és el gos de l'hortolà i lluitarem amb ell...".
Waters es va posar en contacte amb EMI i Columbia Records deixant de manifest la seva intenció d'abandonar la banda, demanant-los que l'alliberessin de les seves obligacions contractuals. Amb un cas legal pendent, va decidir prescindir dels serveis d'O'Rourke i va contractar Peter Rudge per manejar els seus assumptes. Poc després va contribuir a la banda sonora de When the wind blows i després va gravar el seu segon àlbum en solitari, Radio K.A.O.S..
The Final Cut sovint és vist de facto com un treball en solitari de Waters, a causa de la combinació de la parcial ruptura de Pink Floyd i a la dominació lírica de Waters en el projecte. La qualitat personal de les lletres s'atribueix a la tenacitat de Waters per lluitar amb la desesperació que li provocava el canvi social que estava sofrint el Regne Unit i a la pèrdua del seu pare en la Segona Guerra Mundial. Malgrat això, els solos de guitarra de Gilmour a «Your Possible Pasts» i «The Fletcher Memorial Home» de vegades es comparen amb els seus millors treballs a The Wall. Ressenyes més recents de l'àlbum esmenten la importància de la ruptura de la banda; Stephen Thomas Erlewine, crític d'allmusic va dir: "Amb la seva fúria, èmfasi en les lletres i textures sòniques, és clar que és el disc que Waters va voler que fos. I és igual de clar que Pink Floyd no podia haver seguit en aquesta direcció",; mentre que Stylus Magazine va escriure: "Prova de perseguir quelcom més gran, fins i tot quan tens tots els diners que mai no poguessis voler. I fracassar o tenir èxit de forma brillant. Depèn de tu decidir si l'àlbum és un èxit o un fracàs, encara que jo em decantaria per la primera opció en qualsevol moment.". Tanmateix, Mike Diver de Drowned In Sound va ser menys generós: "Els rajos de llum són pocs i molt distants entre ells i fins i tot sobre el paper els títols de les pistes, incloent «The Gunner's Dream» i «Paranoid Eyes», suggereixen una àrdua escolta. Q Magazine el va incloure en una llista dels deu àlbums més depriments de tots els temps. He dit bastant, crec".

## Llista de cançons
Totes les cançons tenen Roger Waters com a vocalista principal, excepte Not Now John de David Gilmour i Roger Waters.
Totes les lletres escrites per Roger Waters. 
| Núm. | Títol | Durada |
| ---- | --- | ------ |
| 1.   | «The Post War Dream» | 3:02   |
| 2.   | «Your Possible Pasts» | 4:22   |
| 3.   | «One of the Few» | 1:12   |
| 4.   | «The Hero's Return» (Havia d'aparèixer a l'àlbum precedent The Wall amb el títol "Teacher, Teacher". Va aparèixer en la cara B del single de Not Now John. La cançó no es va tocar mai en cap concert) | 2:56   |
| 5.   | «The Gunner's Dream» (Aquesta cançó només Roger Waters la va tocar en directe durant les gires de 1984 i 1985)                                                                                         | 5:01   |
| 6.   | «Paranoid Eyes» | 3:40   |

Totes les lletres escrites per Roger Waters. 
| Núm. | Títol | Durada |
| ---- | --- | ------ |
| 6.   | Sense títol | 5:14   |
| 7.   | «Get Your Filthy Hands Off My Desert» | 1:19   |
| 8.   | «The Fletcher Memorial Home» | 4:11   |
| 9.   | «Southampton Dock» | 2:13   |
| 10.  | «The Final Cut» | 4:46   |
| 11.  | «Not Now John» | 5:01   |
| 12.  | «Two Suns in the Sunset» (A la lletra, l'expressió "the sun is in the east, even though the day is done" és una metàfora a l'explosió de colors que prové d'una explosió nuclear. Un saxòfon tenor és qui acaba la cançó. És una de les poques i rares peces del grup on el bateria Nick Mason no hi apareix i la bateria la va tocar Andy Newmark.) |        |

El 2004 es va reeditar l'àlbum on es va incloure la cançó When the Tigers Broke Free.
Totes les lletres escrites per Roger Waters. 
| Núm. | Títol                                 | Durada |
| ---- | ------------------------------------- | ------ |
| 1.   | «The Post War Dream»                  | 3:00   |
| 2.   | «Your Possible Pasts»                 | 4:26   |
| 3.   | «One of the Few»                      | 1:11   |
| 4.   | «When the Tigers Broke Free»          | 3:16   |
| 5.   | «The Hero's Return»                   | 2:43   |
| 6.   | «The Gunner's Dream»                  | 5:18   |
| 7.   | «Paranoid Eyes»                       | 3:41   |
| 8.   | «Get Your Filthy Hands Off My Desert» | 1:17   |
| 9.   | «The Fletcher Memorial Home»          | 4:12   |
| 10.  | «Southampton Dock»                    | 2:10   |
| 11.  | «The Final Cut»                       | 4:45   |
| 12.  | «Not Now John»                        | 4:56   |
| 13.  | «Two Suns in the Sunset»              | 5:23   |

## Crèdits
Pink Floyd
- Roger Waters – veu, baix, sintetitzador, efectes sonors, guitarra acústica, disseny de la caràtula.
- David Gilmour – guitarra, veus a Not Now John.
- Nick Mason – bateria, percussió, efectes sonors.

Músics addicionals
- Andy Bown – orgue Hammond.
- Ray Cooper – percussions.
- Michael Kamen – piano, harmònium, direcció i arranjaments de la National Philharmonic Orchestra.
- National Philharmonic Orchestra
- Andy Newmark – bateria a Two Suns in the Sunset
- Raphael Ravenscroft – saxòfon tenor

Producció
- James Guthrie – productor remasterització, enginyer, remasterització de la reedició de 2004
- Andrew Jackson – enginyer de so
- Willie Christie – fotografia
- Doug Sax – masterització, remasterització de les edicions de 1994 i 1997

Referències: